# Tugu Lor
Tugu Lor is een bestuurslaag in het regentschap Demak van de provincie Midden-Java, Indonesië. Tugu Lor telt 2907 inwoners (volkstelling 2010).